# Concremiers
Concremiers település Franciaországban, Indre megyében. Lakosainak száma 595 fő (2022. január 1.). Concremiers Le Blanc, Ingrandes, Mauvières, Saint-Aigny, Saint-Hilaire-sur-Benaize és Béthines községekkel határos.

## Népesség
A település népességének változása:
| Lakosok száma | 646  | 608  | 629  | 630  | 654  | 651  | 649  | 645  | 628  | 595  |
|               | 1968 | 1982 | 1990 | 2006 | 2013 | 2015 | 2017 | 2019 | 2020 | 2022 |